# ريكي ونايت
ريكي ونايت (بالإنجليزية: Ricky Knight)‏ هو مصارع محترف بريطاني، ولد في 24 ديسمبر 1953.

## وصلات خارجية
- ريكي ونايت على موقع WrestlingData.com (الإنجليزية)
- ريكي ونايت على موقع CageMatch worker (الإنجليزية)
- ريكي ونايت على موقع قاعدة بيانات المصارعة على الإنترنت (الإنجليزية)

- ريكي ونايت على موقع IMDb (الإنجليزية)